# Synagoga Kulikower Klaus we Lwowie
Synagoga Kulikower Klaus we Lwowie – chasydzka synagoga (klaus, klojz) we Lwowie, zbudowana w 1908 roku w podwórzu budynku przy ulicy Żółkiewskiej 25. Synagoga została zniszczona podczas II wojny światowej.